# 全地公会議

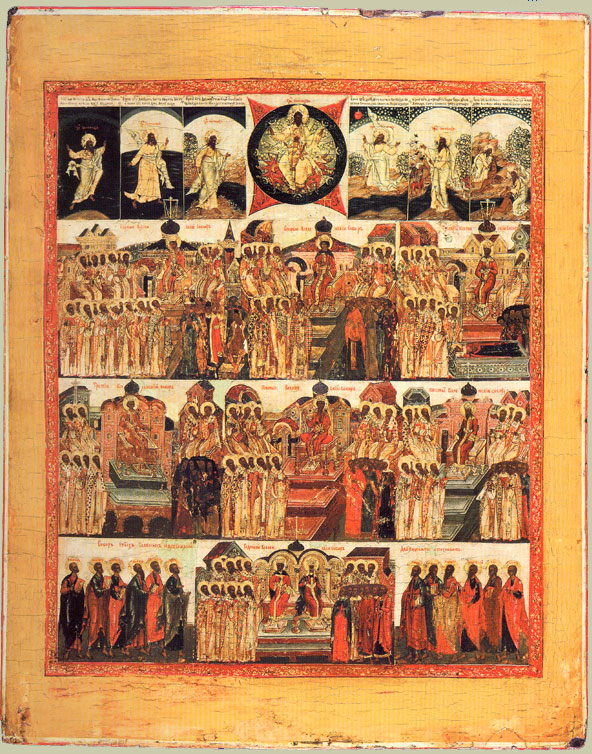
正教会が正統とする、第七回までの全地公会議のイコン（19世紀に描かれたもの）。

全地公会議（ぜんちこうかいぎ、全地公会とも）とは、全キリスト教世界から代表者が参集した公会議のうち、正教会とカトリック教会の両方によって有効性が認められている第1回から第7回までをいう、日本ハリストス正教会の用いる訳語である。英語では「first seven ecumenical councils」。
コンスタンティノープル総主教庁を名誉的なトップとする正教会（ギリシャ正教）は、教義としては以下一覧に挙げる7つの全地公会議の決定事項のみを認めている。
対して、単性論教会と呼ばれることもある非カルケドン派正教会所属の多くの教会（自派は「合性論」であり、単性論ではないと主張）は、正教会 (Orthodox Church) の名を持つものの（シリア正教会など）、公会議としての有効性を承認するのは第3全地公会議までである。
2016年に正教会の首座主教達による会合が予定されているが、これは全地公会議ではない。

## 全地公会議の一覧
第1～第7全地公会は下記のとおりである：
1. 第1ニカイア公会議（325年） - アリウス派排斥およびニカイア信条（原ニケア信条）採択、復活祭（復活大祭）の日付を確定。
2. 第1コンスタンティノポリス公会議（381年） - 三位一体論（至聖三者論）の定義、ニカイア・コンスタンティノポリス信条（ニケア・コンスタンチノープル信条、ニケヤ信経）採択。
3. エフェソス公会議（431年） - ニカイア・コンスタンティノポリス信条の正統性を確認。ネストリウス派の排斥と「神の母」：「生神女」論争の決着。
4. カルケドン公会議（451年） - エウテュケスらの唱えた単性論（449年エフェソス強盗会議において認められたもの）の排斥。この時、自らを単性論ではなく「合性論」であると主張し、この裁断を不服とする非カルケドン派正教会が大規模に分立した。
5. 第2コンスタンティノポリス公会議（553年） - 三章問題の討議、カルケドン公会議の決定の再確認。
6. 第3コンスタンティノポリス公会議（680年～681年） - 単意論の排斥。ホノリウス問題を討議。
7. 第2ニカイア公会議（787年） - イコン破壊論者の排斥。大斎の第一主日は「正教勝利の主日」とされ、この公会議でイコンの正統性が確認されたことを記憶する。